# Cedric De Troetsel
Cedric De Troetsel (8 juli 1988) is een Belgische voetballer die speelt bij KFC Oosterzonen. Zijn positie is verdediger
De Troetsel kan als centrale verdediger en als middenvelder worden uitgespeeld. In de jeugdreeksen was hij actief bij RWDM en Anderlecht. Als jeugdinternational kwam De Troetsel bij K. Lierse SK terecht, waar hij op 16-jarige leeftijd in het eerste elftal werd geplaatst.
In het seizoen 2008/2009 seizoen kwam Cedric De Troetsel uit voor eersteklasser Brussels, maar met de jaarwisseling verhuisde hij naar bevorderingsclub Verbroedering Meldert. Op het einde van dit seizoen was zijn contract bij FC Brussels afgelopen waardoor hij als vrije speler bij Rupel Boom FC kon gaan spelen.

Daar liep zijn contract ten einde in 2014 en tekende hij bij KFC Oosterzonen.
In het dagelijkse leven is Cedric aannemer.
| Seizoen(en) | Club                  | Land   | Competitie    | Weds | Goals |
| ----------- | --------------------- | ------ | ------------- | ---- | ----- |
| 2005-2007   | K. Lierse SK          | België | jeugd         |      |       |
| 2005-2006   | K. Lierse SK          | België | Eerste klasse | 2    | ?     |
| 2006-2007   | FC Brussels           | België | Eerste klasse | 6    | 0     |
| 2007-2008   | FC Brussels           | België | Eerst klasse  | ?    | ?     |
| 2007-2008   | Verbroedering Meldert | België | Vierde klasse | 13   | 0     |
| 2008-2009   | Rupel Boom FC         | België | Derde klasse  | 24   | 0     |
| 2009-2010   | Rupel Boom FC         | België | Derde klasse  | 32   | 0     |
| 2010-2011   | Rupel Boom FC         | België | Tweede klasse | 28   | 1     |
| 2011-2012   | Rupel Boom FC         | België | Derde klasse  | ?    | ?     |
| 2012-2013   | Rupel Boom FC         | België | Derde klasse  | 27   | 1     |
| 2013-2014   | Rupel Boom FC         | België | Derde klasse  | 13   | 0     |
|             |                       |        | Totaal        | ?    | ?     |

Laatst bijgewerkt: 18-11-2013